# Bahnbedarf AG
 (juin 2025).
Si vous disposez d'ouvrages ou d'articles de référence ou si vous connaissez des sites web de qualité traitant du thème abordé ici, merci de compléter l'article en donnant les références utiles à sa vérifiabilité et en les liant à la section « Notes et références ».
Bahnbedarf AG (ou BAG Darmstadt) est une entreprise de construction ferroviaire allemande disparue. 

## Production
Cette entreprise de construction de matériel ferroviaire installée à Darmstadt a produit en petite série des planeurs et motoplaneurs conçus par l'Akaflieg Darmstadt, puis quelques appareils de sa propre conception. BAG a fermé ses portes en 1928.
Aéronefs construits par BAG
- Bahnbedarf E I
- Bahnbedarf D I
- Bahnbedarf D II

## Sources